# باغ عضدالدوله
باغ عضدالدوله یکی از باغ‌های تاریخی استان فارس واقع در شهر شیراز بوده‌است که در دوران آل بویه توسط عضدالدوله دیلمی بنا شده‌است.
امیر عضدالدوله دیلمی که بین سال‌های ۳۳۸-۳۷۲ ه‍.ق بر ایران حکومت می‌کرده‌است، در شیراز کاخی ساخته بود و در پیرامون آن باغ بزرگ و باصفایی پر از گل و درخت که جوی آبی در آن روان بود بنا نمود. این باغ که هم‌اکنون ویران شده‌است در جنوب شیراز و در نزدیکی شاهچراغ واقع بوده‌است.